# A Lucky Toothache
A Lucky Toothache est un film muet américain réalisé par Frank Powell et sorti en 1910.

## Fiche technique
- Titre : A Lucky Toothache
- Réalisation : Frank Powell
- Photographie : Arthur Marvin
- Producteur : D.W. Griffith
- Société de production : Biograph Company
- Pays d'origine :  États-Unis
- Format : Noir et blanc - 1,33:1 — Muet
- Dates de sortie : 
  - États-Unis : 13 octobre 1910

## Distribution
- Mary Pickford
- Mack Sennett
- Kate Bruce